# Taraxacum hepaticum
Taraxacum hepaticum — вид квіткових рослин з родини айстрових (Asteraceae). Вид зростає в Європі: Чехія, Німеччина, Польща; інтродукований до Фінляндії, Великої Британії, Ірландії; це багаторічна рослина помірних біомів.

## Середовище
Населяє пустирі, узбіччя доріг, промислові об'єкти тощо.

## Характеристика
Кульбаба середнього розміру з випростаними листками темного, часто досить блискучого зеленого кольору, але з темними плямами на міждолях і серединному ребрі зверху. Черешки від вузькокрилих до майже неокрилених знизу, червоні, часто яскраві. Бічні частки листка 2–4, на дистальному краї часто сильно сигмоподібні, на проксимальних – загострено-зубчасті. Кінцева частка листя дуже характерна, довга, шоломоподібна і часто з виступаючою верхівкою. Зовнішні приквітки дуже вузькі й досить невеликі, відбиті. Квіткова голова велика, у розширеному стані в діаметрі до 65 мм, вохристо-жовта з буро-пурпуровими смугами язичка.